# Asocjacja Hagaw i Andrzej Rosiewicz
Asocjacja Hagaw i Andrzej Rosiewicz – longplay zespołu Asocjacja Hagaw będący zapisem współpracy zespołu z Andrzejem Rosiewiczem.
Album został wydany pierwotnie na płycie analogowej w roku 1970, nakładem wytwórni Muza. Doczekał się reedycji na CD, a także na płycie wydanej w 2000 r. nakładem Polonia Records "The Jazz Band" (JVR CD 015), której pierwsza część to materiał z tego krążka.

## Lista utworów
źródło:.
Strona 1
1. "Student żebrak ale pan" (muz. i sł. A. Rosiewicz)
2. "Serduszko robaczka świętojańskiego" (muz. i sł. R. Kula)
3. "Renata" (muz. i sł. A. Rosiewicz)
4. "Zamknij się szczeniaku" (muz. J. Loranc)
5. "Trzej wujowie hazardziści" (muz. R. Kula, sł. S. Tym)
6. "Straszny sen pana kotka" (muz. R. Kula)
7. "Mister Louis" (muz. i sł. A. Rosiewicz)

Strona 2
1. "Podróż poślubna do Kutna" (muz. i sł. A. Rosiewicz)
2. "Nie szukaj mnie po świecie" (muz. G. Brudko, sł. J. Emir)
3. "Cichutko płaczę" (muz.  i sł. G. Brudko)
4. "Czemu chlipiesz miła?" (muz. G. Brudko)
5. "Powiedział, że za twarda..." (muz. i sł. G. Brudko)
6. "Gadka na dziadka" (muz. G. Brudko, sł. B. Perkun)
7. "Walc Caton" (muz. L. Różycki, sł. Z. Lipczyński)

## Twórcy
źródło:.
- Andrzej Rosiewicz – śpiew, gitara
- Grzegorz Brudko – banjo,
- Maciej L. Dobrzyński – tara, instrumenty perkusyjne
- Ryszard Kula – pianino, śpiew
- Stanisław Gąsienica-Brzega – skrzypce, gitara basowa
- Stanisław Piwowarski – trąbka, gitara basowa
- Włodzimierz Halik – saksofony, flet
- Waldemar Wolski – puzon
- Krzysztof Adamek – perkusja

- Reżyser nagrania: J. Urbański
- Operator dźwięku: K. Urbańska
- Projekt graficzny: J. Sawka